# Prêmio Gobert
O Prêmio Gobert é um prêmio entregue anualmente pela Académie des Inscriptions et Belles-Lettres da França.